# Bactridium californicum
Bactridium californicum es una especie de coleóptero de la familia Monotomidae.

## Distribución geográfica
Habita en California (Estados Unidos).